# Alfortville

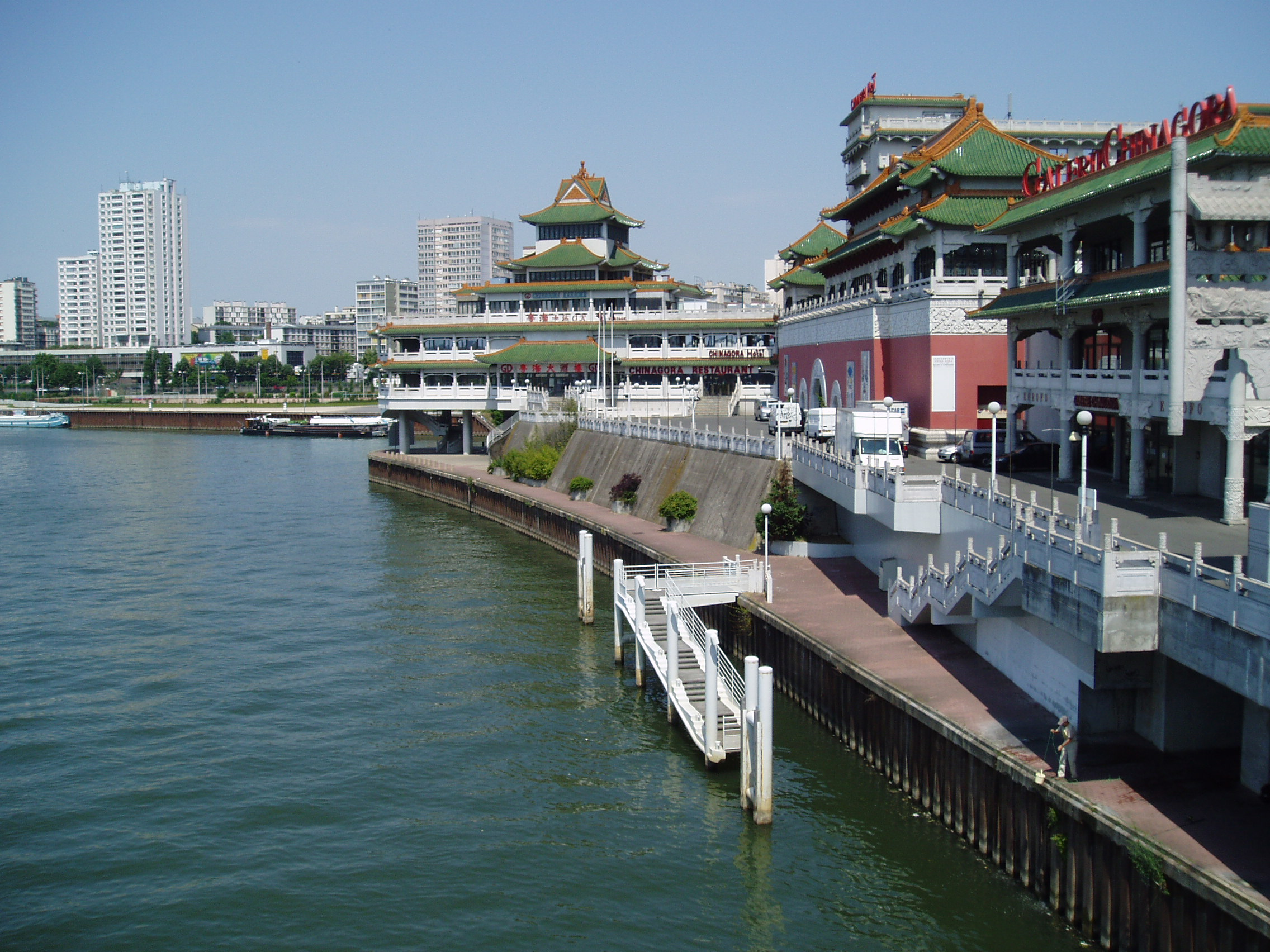
Chinagora, Alfortville

Alfortville este un oraș în Franța, în departamentul Val-de-Marne, în regiunea Île-de-France, la sud-est de Paris. 
1. ↑  French National Directory of Representatives, accesat în 15 martie 2019
2. ↑  répertoire géographique des communes, accesat în 26 octombrie 2015
3. ↑  dataset of postal codes in France, 1 octombrie 2018